# Ivan Šabjan
Ivan Šabjan (21 de noviembre de 1961) es un deportista yugoslavo que compitió en piragüismo en la modalidad de aguas tranquilas. Ganó tres medallas en el Campeonato Mundial de Piragüismo en los años 1986 y 1987.
Participó en los Juegos Olímpicos de  Seúl 1988 y Atlanta 1996, sus mejores actuaciones fueron dos octavos puestos (1988: C1 1000 m, 1996: C1 1000 m).

## Palmarés internacional
| Campeonato Mundial | Campeonato Mundial | Campeonato Mundial | Campeonato Mundial |
| Año                | Lugar              | Medalla            | Evento             |
| ------------------ | ------------------ | ------------------ | ------------------ |
| 1986               | Montreal (Canadá)  | Medalla de bronce  | C1 1000 m          |
| 1986               | Montreal (Canadá)  | Medalla de plata   | C1 10 000 m        |
| 1987               | Duisburgo (RFA)    | Medalla de oro     | C1 10 000 m        |